# Tudor Vladimirescu
Tudor Vladimirescu (n. 1780, Vladimir, Țara Românească – d. 7 iunie 1821, Târgoviște, Țara Românească) a fost o figură emblematică pentru istoria Țării Românești, de la începutul secolului al XIX-lea, fiind conducătorul Revoluției de la 1821, al pandurilor și domn al Țării Românești.

## Biografie

### Copilărie, educație
S-a născut în satul Vladimir, județul Gorj într-o familie de moșneni. A învățat carte și limba greacă în casa boierului Ioniță Glogoveanu, din Craiova, care a făcut din inteligentul și destoinicul băiat administrator de moșie și care l-a folosit în afacerile de negoț, mai ales la exportul de vite.

### Vătaf de plai la Cloșani
În 1806 a fost numit vătaf de plai la Cloșani, adică administrator al unui district de munte, funcție pe care o va deține până în 1820. În perioada 14 iunie-26 decembrie 1814 a efectuat o călătorie la Viena, în perioada Congresului de Pace de la Viena (1814-1815), pentru a lichida moștenirea soției lui Nicolae Glogoveanu (fiul lui Ioniță Glogoveanu ), decedată la Viena, și pentru a-i aduce în țară fetița. 

### Emancipare, avere
Tudor Vladimirescu și-a constituit o avere prin cumpărare de pământ, făcând comerț pe cont propriu. S-a emancipat din slujba lui Glogoveanu intrând în rândurile pandurilor - armată cu obligații semipermanente - și participă la războiul ruso-turc din 1806 - 1812, recompensat de oficialitățile ruse cu Ordinul Sfântului Vladimir, clasa a III-a.
Cunoscător al limbii germane, Tudor Vladimirescu a putut să urmărească problemele politice care se dezbăteau în presă în capitala Imperiului Austriac. Întors în țară la începutul anului 1815, Tudor a aflat că garnizoana otomană din Ada-Kaleh, care cutreierase județele Mehedinți și Gorj, distrusese și gospodăria lui de la Cerneți și îi luase toate bucatele.

### Eteria și Ipsilanti
Prezent apoi în capitala țării pentru susținerea unui proces de moșie în fața Divanului, Tudor află de hotărârea Eteriei de a porni mișcarea de eliberare a Greciei. Considerând momentul prielnic pentru a ridica poporul la luptă, are unele discuții cu reprezentanții Eteriei pentru cooperare militară, pentru ca „pandurii să înlesnească trecerea lui Ipsilanti peste Dunăre“.
A semnat o înțelegere cu Comitetul de oblăduire prin care Tudor urma să ridice „norodul la arme“, având drept obiectiv înlăturarea regimului fanariot. Conținutul prea revoluționar al „Proclamației de la Padeș“ i-a speriat pe boieri, care trimit corpuri de oaste pentru a-l opri. Adresându-i-se lui Nicolae Văcărescu, unul dintre cei însărcinați cu înfrângerea oștirii pandurilor, Tudor arată că „pesemne dumneata pă norod cu al căror sânge s-au hrănit și s-au poleit tot neamul boieresc, îl socotești nimic, și numai pe jefuitori îi numeri patrie... Dar cum nu socotiți dumneavoastră că patria se cheamă poporul, iar nu tagma jefuitorilor“. Diplomat, Tudor asigură în permanență pașalele de la Dunăre și Poarta Otomană că poporul s-a revoltat din cauza „cumplitelor patimi ce suferă din partea unirii pământenilor boieri, cu cei după vremi trimiși domni și ocârmuitori acestui norod“. 
Intrând în București în fruntea „adunării poporului“, este primit cu entuziasm de către masele populare din capitală. Preia de fapt, în primăvara anului 1821, conducerea țării, fiind numit de popor „Domnul Tudor“. Prezența lui Alexandru Ipsilanti la București în fruntea unei armate nedisciplinate, după ce acțiunea lui fusese dezavuată, ca și a românilor de altfel, de către Rusia, l-au pus într-o situație dificilă. Tudor îi cere conducătorului Eteriei să treacă Dunărea, așa cum promisese inițial, pentru ca Țara Românească să nu fie transformată în teatru de război.

### Moartea
Conducătorii eteriștilor au pus la cale un complot pentru a-l îndepărta. Ridicat prin trădare de la Golești la 21 mai, Tudor a fost ucis de șefii eteriștilor la Târgoviște, în noaptea de 27 spre 28 mai, învinuit probabil de colaborare cu otomanii împotriva eteriștilor.

## Rude
Tudor Vladimirescu a avut un frate (Papa) și o soră (Constandina) ai căror descendenți trăiesc și în ziua de azi în Oltenia.

## Legende
Destinul lui tragic, romanțat desigur, a devenit (în 1962) sursă de inspirație pentru scenaristul Mihnea Gheorghiu și regizorul Lucian Bratu, care au realizat un lung metraj artistic cu Emanoil Petruț în rolul titular.

## Notafilie

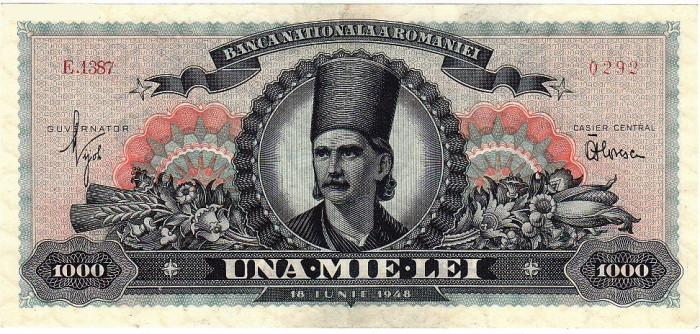
Bancnotă cu valoare nominală de 1000 lei din 18 iunie 1948

- În iunie 1948, Banca Națională a României, la circa un an de la denominarea din 1947, a emis bancnota cu valoarea nominală de 1.000 de lei. Pe centrul aversului bancnotei, a fost gravat portretul lui Tudor Vladimirescu, orientat spre stânga privitorului. La stânga și la dreapta portretului se află câte un aranjament floral și de spice de grâu (în dreapta portretului) și știuleți de porumb (în stânga portretului). Alături, în stânga privitorului, se află semnătura Guvernatorului Băncii Naționale a României, Aurel Vijoli, iar simetric, în dreapta privitorului, se află semnătura Casierului Central al băncii. Deasupra portretului, pe o flamură orizontală, se află gravată denumirea băncii emitente, Banca Națională a României. Sub portret este gravată valoarea nominală, în litere UNA●MIE●LEI, pe mijloc, iar cifre (1000), de o parte și de alta a valorii exprimate în litere. Sub valoarea nominală este gravată data de emisiune a bancnotei, 18 IUNIE 1948. Seriile bancnotelor au fost tipărite cu cerneală roșie, în partea de sus a bancnotei.

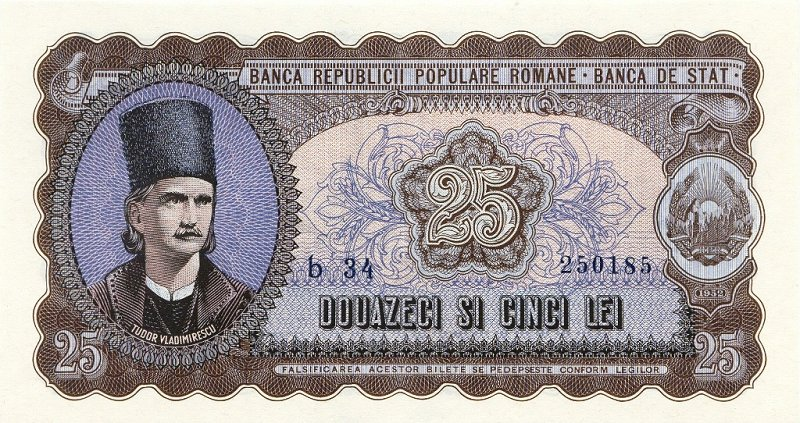
Bancnotă cu valoarea nominală de 25 de lei, emisă în anul 1952

- La începutul anului 1952, s-a făcut o nouă reformă monetară, la un raport de 1 leu nou = 20 lei vechi. Cu această ocazie, a fost emisă, împreună cu bancnotele cu valori nominale de 1 leu, 3 lei, 5 lei, 10 lei și 100 de lei, bancnota cu valoare nominală de 25 de lei, care avea pe partea stângă a aversului efigia lui Tudor Vladimirescu, orientat spre dreapta (privitorului). Chiar sub portret a fost gravat numele lui TUDOR VLADIMIRESCU.[6] În partea de sus a bancnotei, pe o flamură orizontală, a fost gravat textul: BANCA REPUBLICII POPULARE ROMANE ● BANCA DE STAT ●. Pe centrul bancnotei a fost gravată valoarea nominală, în cifre, 25, iar dedesubt, în litere, DOUAZECI SI CINCI LEI. În partea dreaptă a bancnotei a fost gravată Stema Republicii Populare Române (martie 1948-1952), sub care se află milesimul[7], 1952. Central, dar mai jos, a fost gravat textul: FALSIFICAREA ACESTOR BILETE SE PEDEPSESTE CONFORM LEGILOR. Tot pe același rând, în stânga și în dreapta, a fost gravată, în cifre, valoarea nominală a bancnotei, 25. Pe bancnotele din această emisiune, lipsesc semnăturile Președintelui Băncii Republicii Populare Române (titulatura din epocă a Guvernatorului băncii) și Casierului Central al băncii. Culoarea cernelii cu care au fost tipărite seriile bancnotelor din această emisiune este albastru închis (bancnotele tipărite în România) sau roșu (mult mai rare, bancnotele tipărite în Republica Cehoslovacă). Seriile bancnotelor au fost tipărite deasupra valorii nominale exprimate în litere.

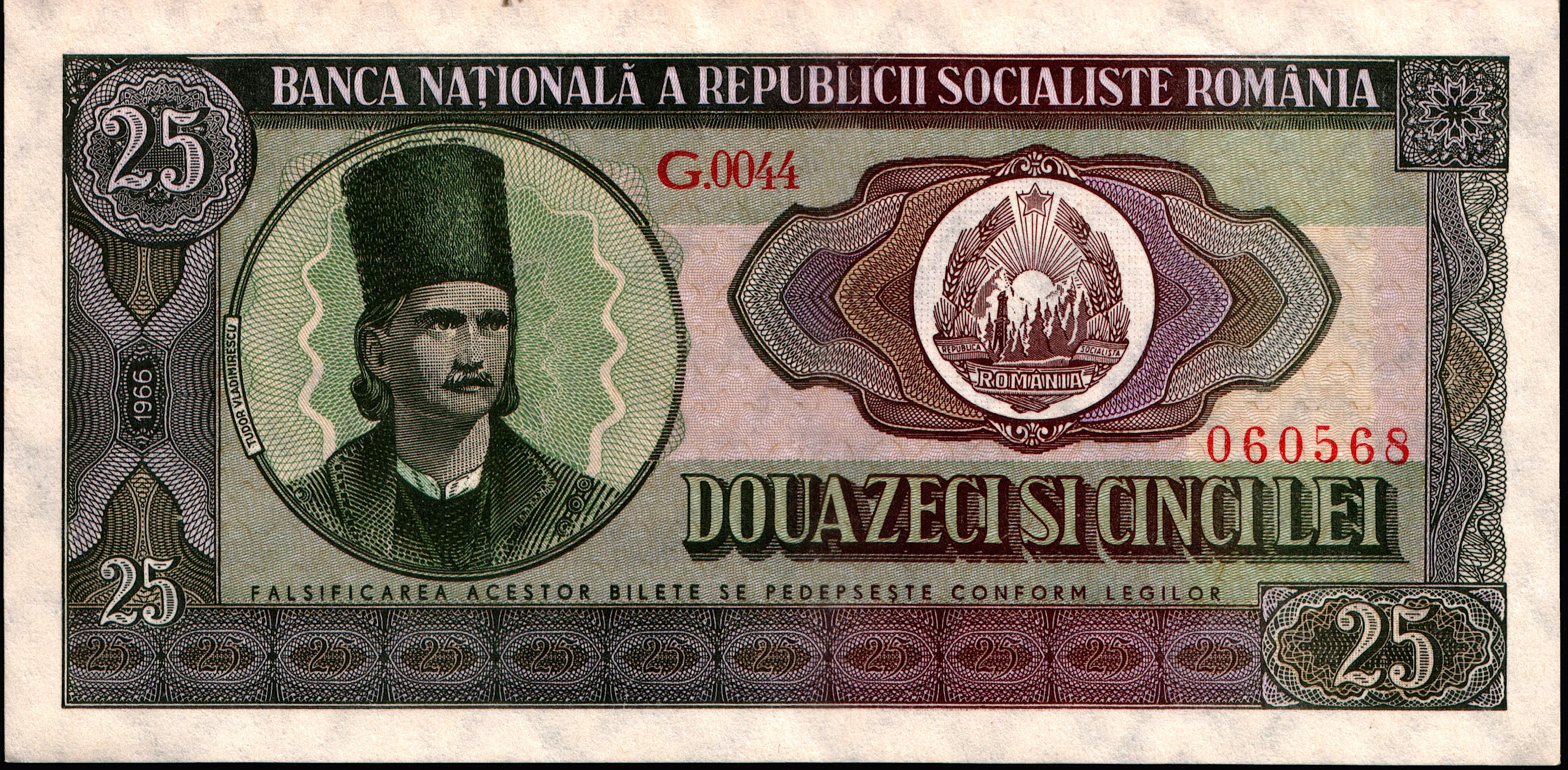
Bancnotă cu valoarea nominală de 25 de lei, emisă în anul 1966

- La 21 august 1965, statul comunist român și-a schimbat denumirea din Republica Populară Română în Republica Socialistă România. În aceste circumstanțe, s-a simțit nevoia ca și pe bancnotele și pe monedele românești să apară această nouă denumire a țării. De aceea, în anul următor, 1966, au fost emise bancnote cu noua de numire a statului român. Alături de bancnotele cu valori nominale de 1 leu, 3 lei, 5 lei, 10 lei, 50 de lei și de 100 de lei, a fost emisă bancnota cu valoarea nominală de 25 de lei, pe care a fost gravat portretul lui Tudor Vladimirescu. În partea de sus a aversului bancnotei, în extrema stângă a acesteia, a fost gravată valoarea nominală a bancnotei, în cifre: 25; în continuare, a fost gravată noua denumire a băncii emitente: BANCA NAȚIONALĂ A REPUBLICII SOCIALISTE ROMÂNIA. Sub valoarea nominală, în cifre, a fost gravat milesimul, 1966. În centrul jumătății din stânga a aversului bancnotei, a fost gravat portretul lui Tudor Vladimirescu, orientat spre dreapta. Numele său este gravat la stânga portretului. În centrul jumătății din dreapta aversului a fost gravată stema Republicii Socialiste România. Sub stemă, a fost gravată, în litere, valoarea nominală a bancnotei: DOUAZECI SI CINCI LEI. Sub milesim a fost gravată, în cifre, valoarea nominală a bancnotei: 25, iar sub portret și sub valoarea nominală, în litere, se află textul: FALSIFICAREA ACESTOR BILETE SE PEDEPSEȘTE CONFORM LEGILOR. Pe rândul cel mai de jos, a fost gravată valoarea nominală a bancnotei, 25 de 12 ori, ultima, pe colțul drept inferior, cu desen mai mare. Seriile tuturor bancnotelor au fost tipărite cu cerneală roșie, în stânga și în dreapta stemei. Nici pe această ediție de bancnote românești nu apar semnăturile Președintelui și respectiv Casierului Central ale băncii emitente, Banca Națională a Republicii Socialiste România.

## Numismatică
- La 14 aprilie 2021, Banca Națională a României a pus în circulație, în atenția colecționarilor, un set de monede, pentru sărbătorirea a 200 de ani de la Revoluția din 1821 condusă de Tudor Vladimirescu. Emisiunea monetară este formată dintr-o monedă de aur, una de argint și una de tombac. Toate monedele din emisiune sunt de calitate proof.

Moneda de aur are titlul de 999‰, greutatea de 31,103 grame, este rotundă cu diametrul de 35 mm, marginea netedă. Pe avers, sunt gravate portretul și numele lui Tudor Vladimirescu, iar în arc de cerc a fost gravată denumirea statului emitent, ROMANIA. În stânga portretului a fost gravatâ valoarea nominală 500 LEI, iar milesimul (anul de emisiune) 2021 și stema României, în dreapta portretului. Pe revers, în centrul câmpului monedei, a fost gravată imaginea monumentului de la Padeș precum și anul evenimentului aniversat, 1821, în partea de jos, acvila de pe steagul lui Tudor Vladimirescu, iar circular, inscripția 200 DE ANI DE LA REVOLUTIA CONDUSA DE TUDOR VLADIMIRESCU. Au fost emise maxim 1.000 de exemplare.

Moneda de argint are titlul de 999‰, greutatea de 31,103 grame, este rotundă cu diametrul de 37 mm, marginea zimțată. Pe avers, sunt gravate portretul și numele lui Tudor Vladimirescu, iar în arc de cerc a fost gravată denumirea statului emitent, ROMANIA. În stânga portretului a fost gravată valoarea nominală 10 LEI, iar milesimul (anul de emisiune) 2021 și stema României, în dreapta portretului. Pe revers, în centrul câmpului monedei, a fost gravată imaginea monumentului de la Padeș precum și anul evenimentului aniversat, 1821, în partea de jos, acvila de pe steagul lui Tudor Vladimirescu, iar circular, inscripția 200 DE ANI DE LA REVOLUTIA CONDUSA DE TUDOR VLADIMIRESCU. Au fost emise maxim 5.000 de exemplare.

Moneda de tombac este rotundă, cu diametrul de 37 mm, are greutatea de 23,5 grame și are marginea zimțată. Pe avers, sunt gravate portretul și numele lui Tudor Vladimirescu, iar în arc de cerc a fost gravată denumirea statului emitent, ROMANIA. În stânga portretului a fost gravatâ valoarea nominală 1 LEU, iar milesimul (anul de emisiune) 2021 și stema României, în dreapta portretului. Pe revers, în centrul câmpului monedei, a fost gravată imaginea monumentului de la Padeș precum și anul evenimentului aniversat, 1821, în partea de jos, acvila de pe steagul lui Tudor Vladimirescu, iar circular, inscripția 200 DE ANI DE LA REVOLUTIA CONDUSA DE TUDOR VLADIMIRESCU. Au fost emise maxim 5.000 de exemplare.

În afară de seturile monetare de aur, argint și de tombac, a fost emisă și o monedă din metal comun, într-un tiraj maxim de 20.000 de exemplare și de calitate proof. Elementele grafice ale acestei monede din metal comun sunt identice cu acelea ale celorlalte monede din aceeași emisiune, cu excepția valorii nominale, 50 BANI. Marginea monedei are gravată denumirea statului emitent, ROMANIA, de două ori, cu steluță între cele două cuvinte.

## Filatelie
- În anii de după instaurarea regimului comunist, serviciile poștale românești au pus în circulație câteva mărci poștale dedicate lui Tudor Vladimirescu: marca poștală cu valoarea nominală de 80+420 de lei (CMR[9] 920), din seria ARLUS, două mărci poștale, cu valoarea nominală de 60+540 lei, din emisiunea „Apărarea patriotică” (CMR 954 și 955), pe hârtie albă și respectiv gălbuie.[10]
- În 1971, la comemorarea a 150 de la moartea lui Tudor, a fost emisă marca poștală cu valoarea nominală de 1,50 lei (CMR 3006), care îl reprezintă pe Tudor Vladimirescu, reproducerea a picturii lui Theodor Aman. În dreapta-sus, sunt gravați anii 1821 și 1971. Această marcă poștală face parte din seria „150 de ani de la moartea lui Tudor Vladimirescu”.[10]
- Tot în 1971, cu aceeași ocazie, a fost emis un plic „prima zi” obliterat cu o ștampilă specială. Pe plic este gravată imaginea statuii lui Tudor Vladimirescu, cu mențiunea „150 de ani de la moarte”. În centrul ștampilei se află portretul lui Tudor, cu textul Prima zi a emisiunii, București 20 Februarie 1971.[10]
- În 1977, pentru sărbătorirea a 100 de ani de la obținerea Independenței de stat a României, a fost emisă o coliță dantelată, cu valoarea nominală de 10 lei. Între personalitățile reprezentate pe această coliță au fost Tudor Vladimirescu și Gheorghe Lazăr, persoană de încredere a lui Tudor.[11]
- La 22 iunie 2021, Poșta Română, prin Romfilatelia, pentru a sărbători 200 de ani de la Revoluția condusă de Tudor Vladimirescu, a pus în circulație o emisiune de mărci poștale aniversare: „Revoluția lui Tudor Vladimirescu, 200 de ani”. Emisiunea este formată dintr-o marcă poștală, o coliță dantelată, un bloc special aniversar și un plic prima zi.[12]
- Marca poștală are gravat, în centru, bustul lui Tudor Vladimirescu, orientat spre stânga, reproducere a părții superioare a gravurii datorate lui Theodor Aman. Marca poștală are valoarea nominală: 9 L. Valoarea nominală, milesimul 2021 precum și denumirea statului emitent, ROMÂNIA se află sub portret. În stânga portretului a fost gravat textul: Tudor Vladimirescu (1780 - 1821), iar în dreapta lui a fost gravat textul: Gravură de Theodor Aman.[12]
- Pe coliță, în partea stângă, este reprodus portretul în picioare, al lui Tudor Vladimirescu, orientat spre stânga, aflat pe o gravură de Theodor Aman. În partea superioară a coliței este gravat textul, în română și în engleză: Revoluția lui Tudor Vladimirescu, 200 de ani, Tudor Vladimirescu's Revolution, 200 years, iar în partea dreaptă, imediat sub textul în română, se află marca poștală a coliței, pe care a fost gravată o reproducere a unei litografii din secolul al XIX-lea, care îl reprezintă pe Tudor Vladimirescu, orientat spre stânga. Pe marca poștală, în dreapta lui Tudor, se află textul Tudor Vladimirescu 1780 - 1821, iar stânga sa (în dreapta privitorului), a fost gravat textul Litografie din sec. XIX. În partea inferioară a mărcii poștale, a fost gravat milesimul (anul emisiunii), 2021, denumirea statului emitent, ROMÂNIA precum și valoarea nominală, 31,50 L. Sub reproducerea gravurii datorate lui Theodor Aman, a fost gravat anul aniversar, 1821. Sub textul din limba engleză a fost reprodusă o imagine și explicația: Trupele de panduri conduse de Tudor Vladimirescu trecând Oltul la 10 martie 1821. Tipăritură, sec. XIX.[12]
- Blocul special aniversar are, în partea stângă, reproducerea portretului, în picioare, a gravurii realizate de Theodor Aman. În stânga portretului a fost gravat textul: 1821 Tudor Vladimirescu (gravură de Theodor Aman). În partea superioară a blocului aniversar a fost gravat textul, în limba română: Revoluția lui Tudor Vladimirescu, 200 de ani. Sub acest text se află, 5 mărci poștale și o vinietă, dispuse câte două, pe trei coloane. Cele cinci mărci poștale, reproduc portretul gravat de Theodor Aman și au aceleași caracteristici, inclusiv valoarea nominală de 9 lei, cu a mărcii poștale descrise mai sus. În fruntea celei de-a treia coloane, a fost așezată o vinietă, cu aceleași dimensiuni cu cele ale mărcii poștale, pe care este reprodusă imaginea statuii lui Tudor Vladimirescu de la Târgu Jiu, partea superioară a drapelului susținut de Tudor, depășind cadrul vinietei. În partea stângă a vinietei se află textul Revoluția lui Tudor Vladimirescu 1821, iar în partea dreaptă a acesteia se află textul: Statuia din Târgu Jiu. În partea inferioară a blocului aniversar, a fost gravat textul, în limba engleză, Tudor Vladimirescu's Revolution, 200 years.[12]
- Plicul prima zi are în partea stângă-sus textul în limba engleză: ROMANIAN FIRST DAY COVER, iar dedesubt, textul: Revoluția lui Tudor Vladimirescu, 200 de ani. Tot în partea superioară este aplicată ștampila poștală „prima zi”, având, în centru, efigia lui Tudor Vladimirescu și anul 1821, iar circular, sus, textul: * PRIMA ZI A EMISIUNII * , iar jos, textul: 22.06.2021 * BUCUREȘTI. Alături, în dreapta, este reprodusă marca poștală, cu valoarea nominală de 9 lei, descrisă mai sus, obliterată cu aceeași ștampilă „prima zi”, descrisă anterior. Sub textul „Revoluția lui Tudor Vladimirescu” a fost reprodus tabloul care îl reprezintă pe Tudor Vladimirescu, în ulei pe pânză, aflat la Muzeul Municipiului București. În stânga reproducerii tabloului, se afă textul: Tudor Vladimirescu - pictură de Theodor Aman (ulei pe pânză), iar sub reproducerea tabloului, sigla muzeului bucureștean precum și textul: Lucrări din patrimoniul Muzeului Municipiului București. În câmpul central al plicului a fost gravat, estompat, o reproducere a unei gravuri, care reprezintă Trupele de panduri conduse de Tudor Vladimirescu trecând Oltul la 10 martie 1821, descrisă mai sus.

## Imagini

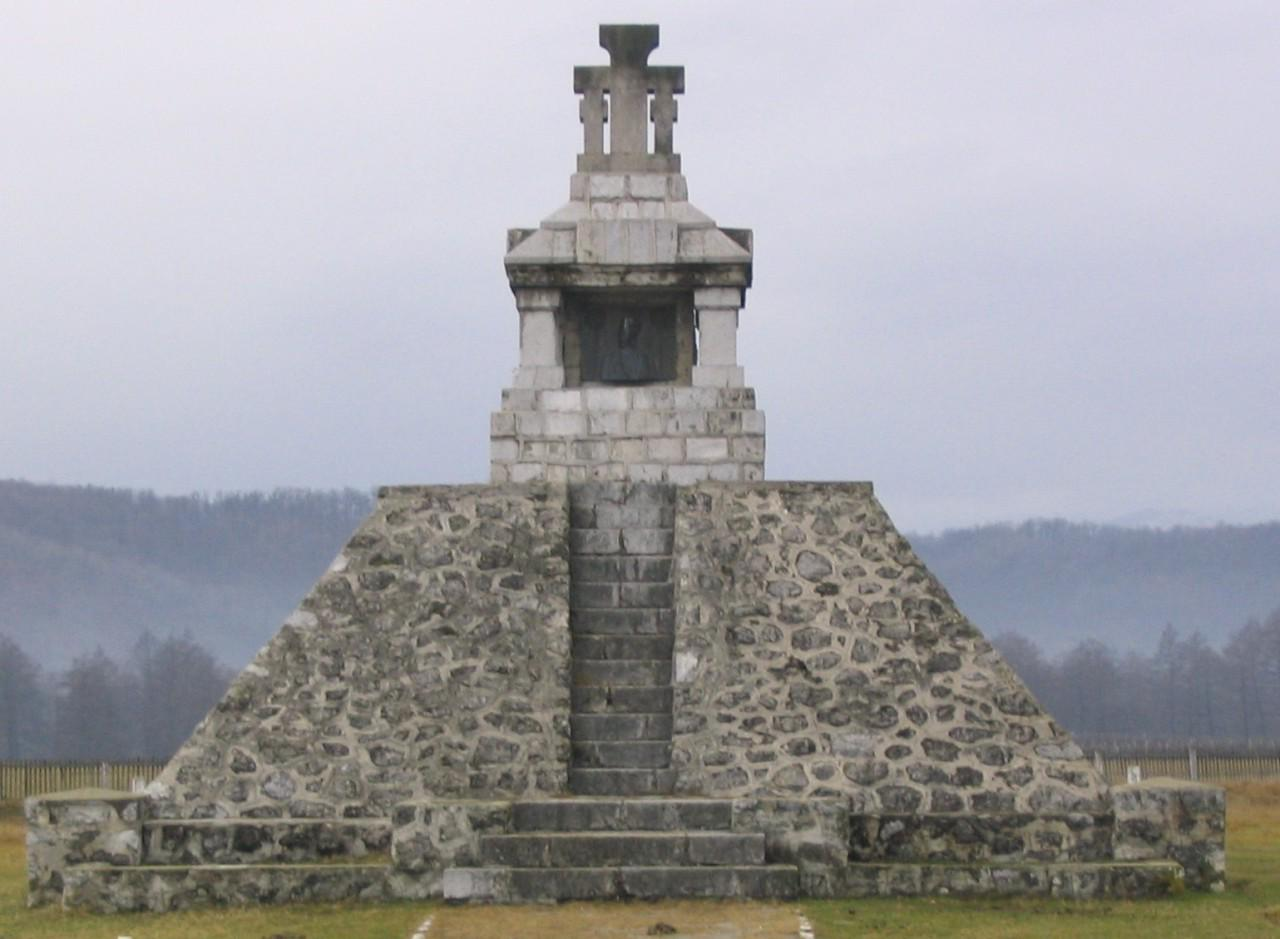
Monumentul Revoluției de la 1821, Padeș, Gorj
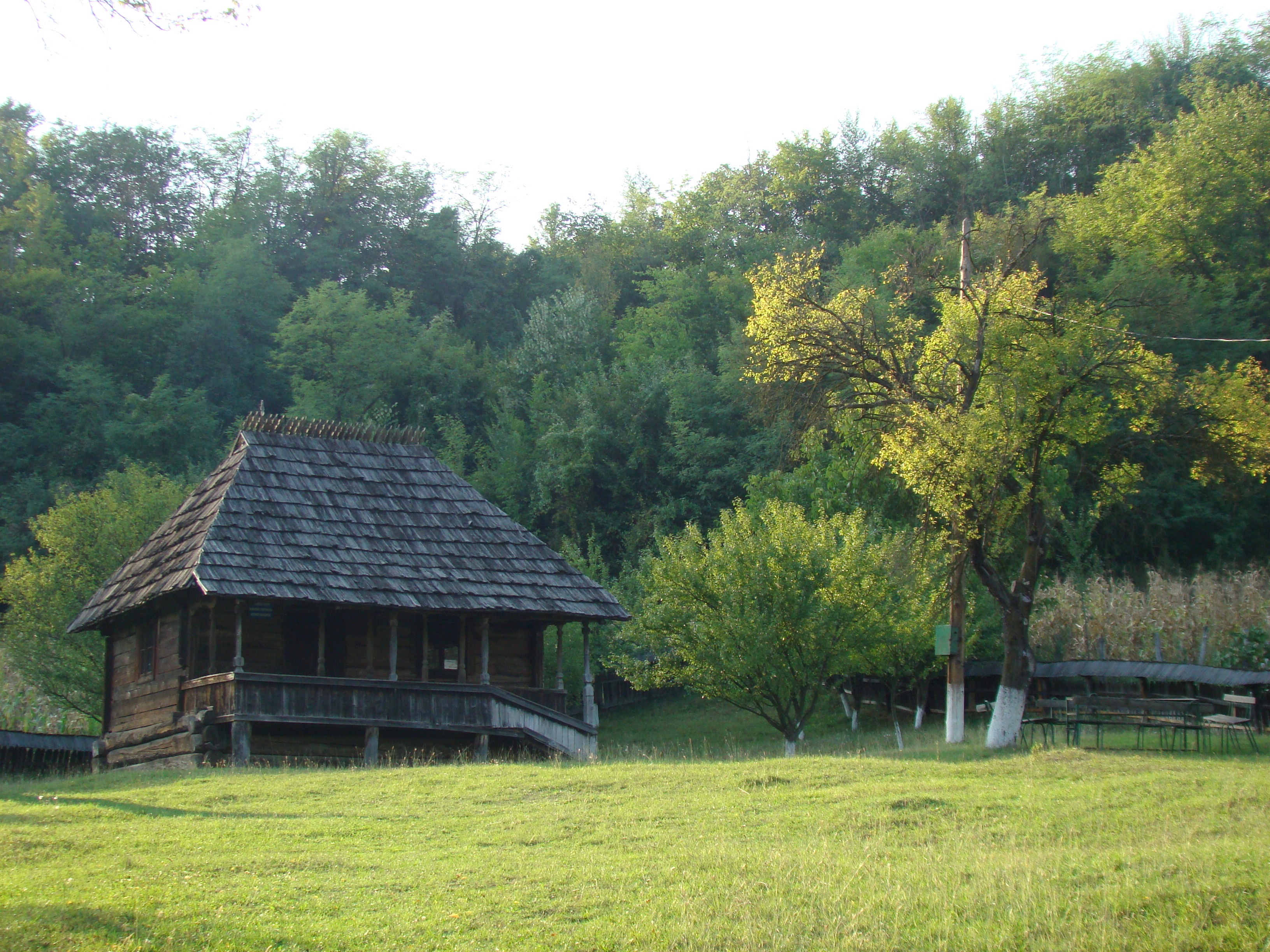
Casa Memorială „Tudor Vladimirescu” (monument istoric)
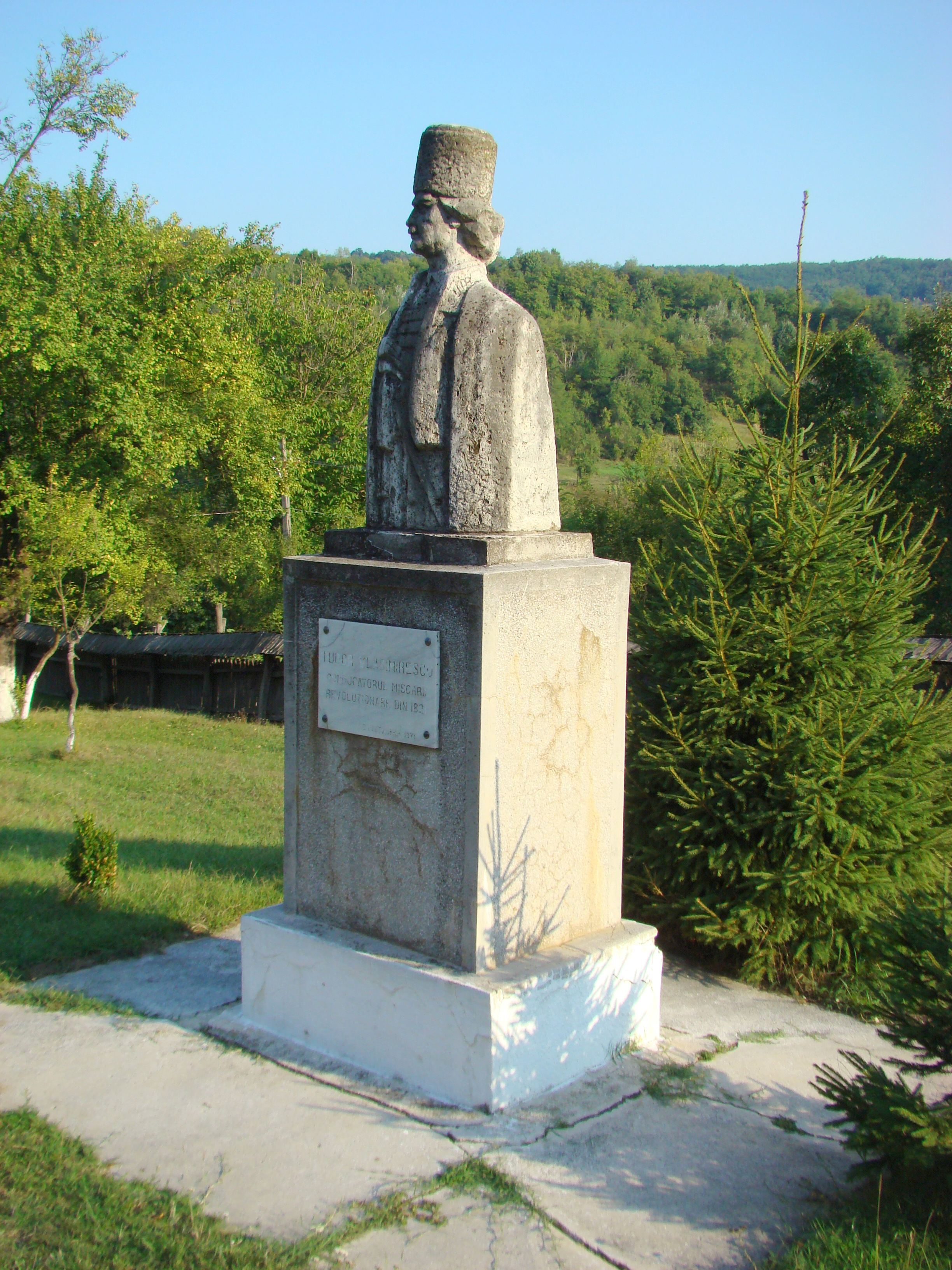
Bustul lui Tudor Vladimirescu din Vladimir (monument istoric)
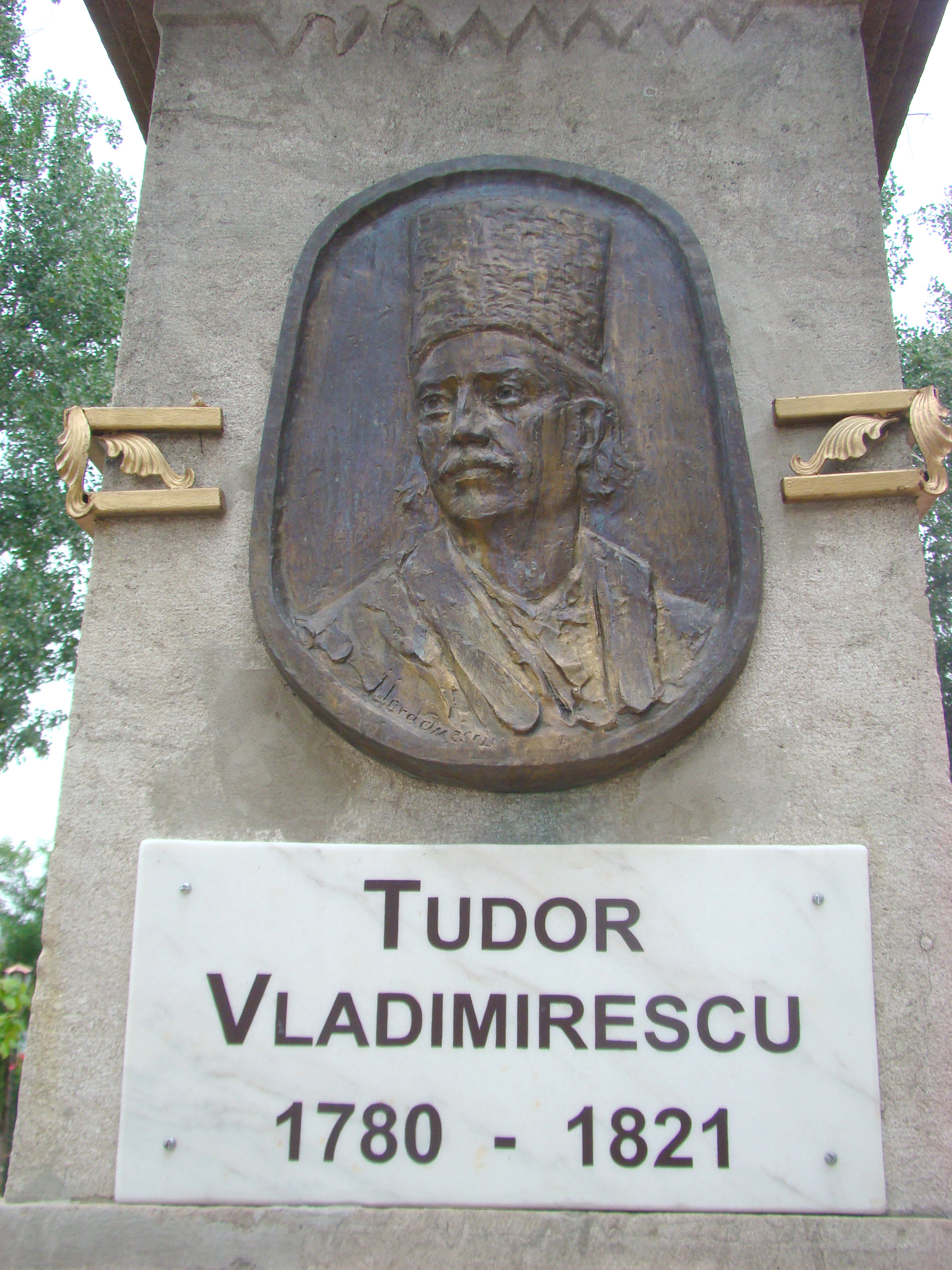
Monumentul lui Tudor Vladimirescu din Cerneți
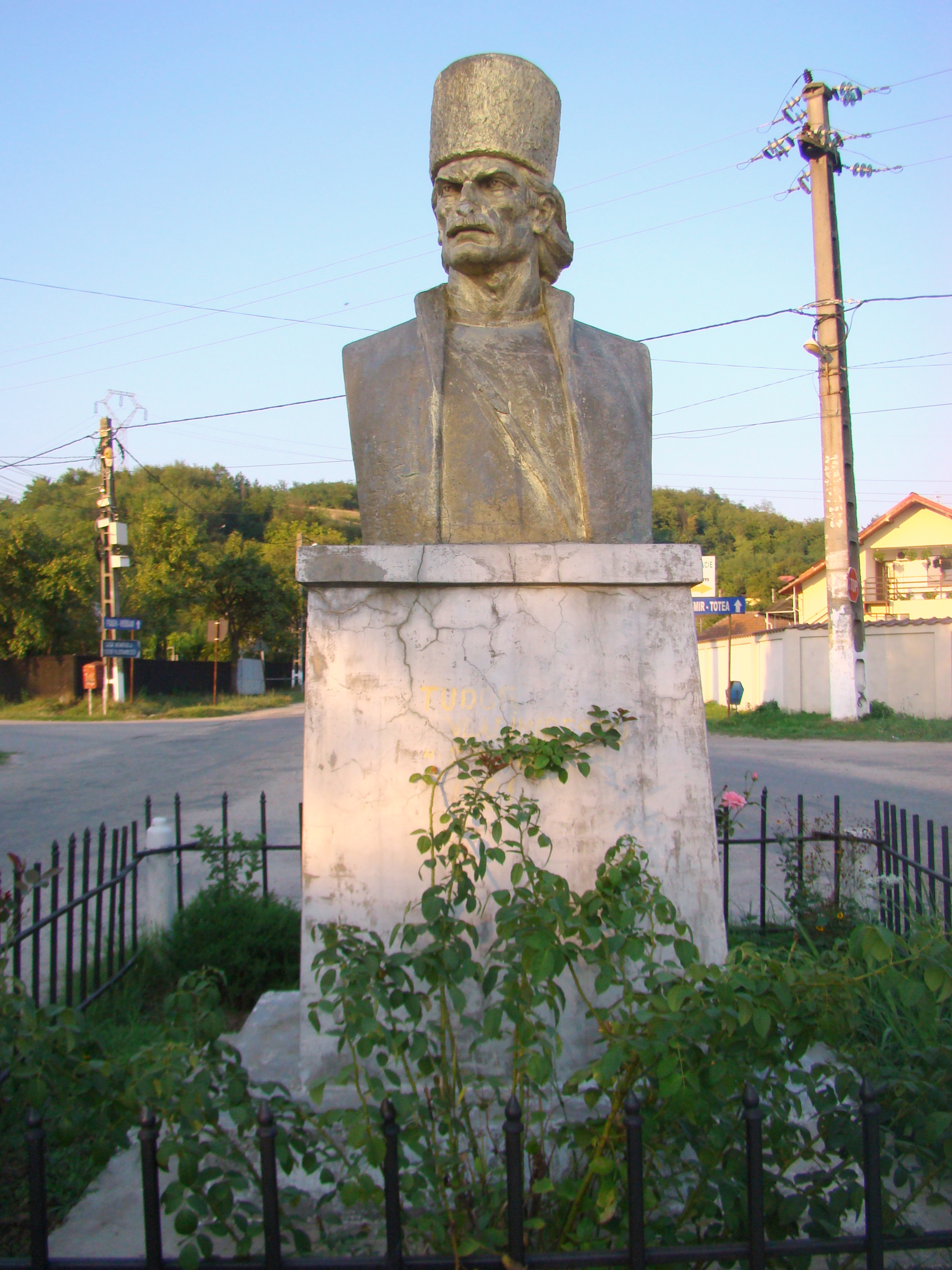
Bustul lui Tudor Vladimirescu din Andreești
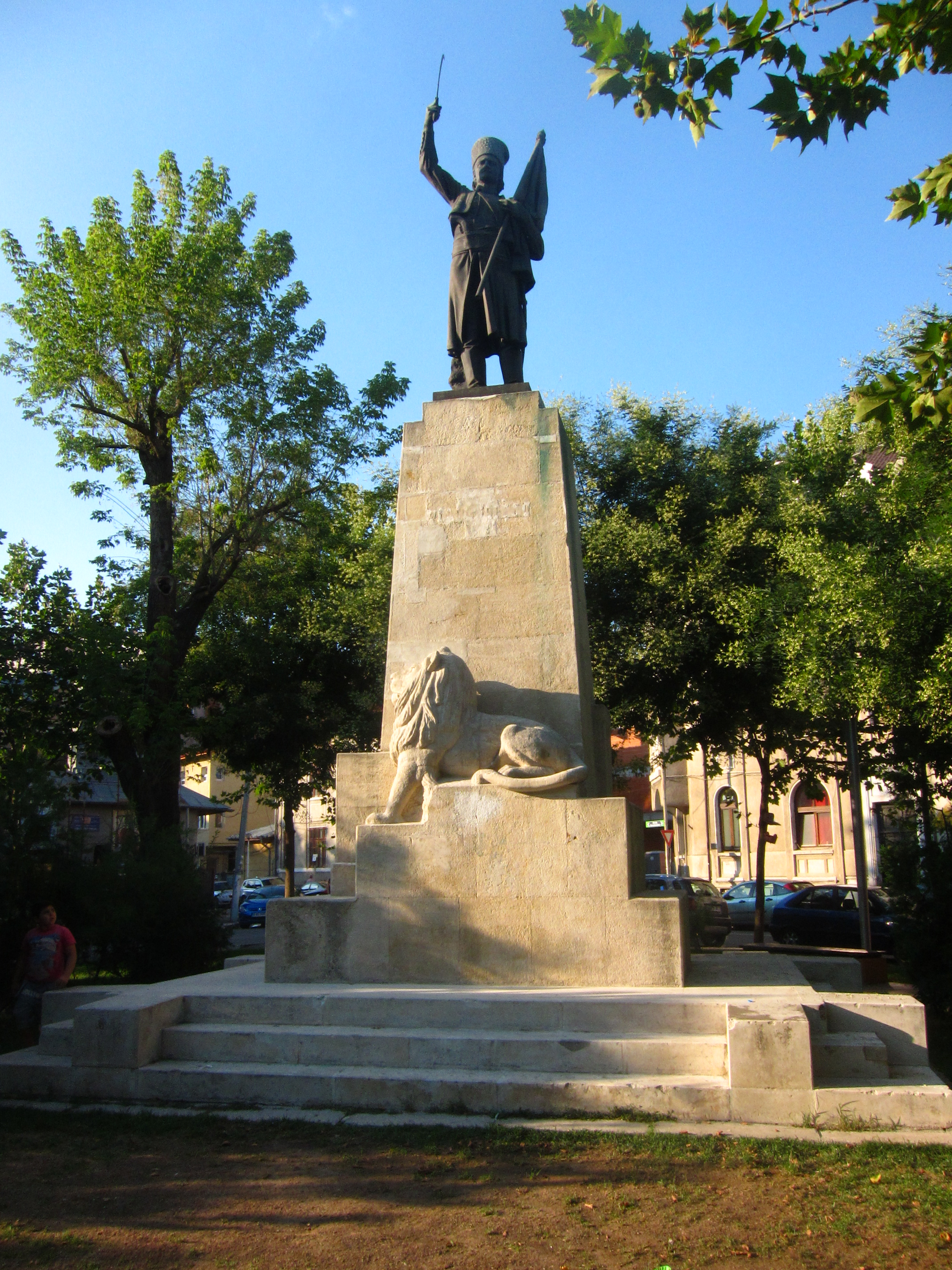
Monumentul lui Tudor Vladimirescu din București (monument istoric)
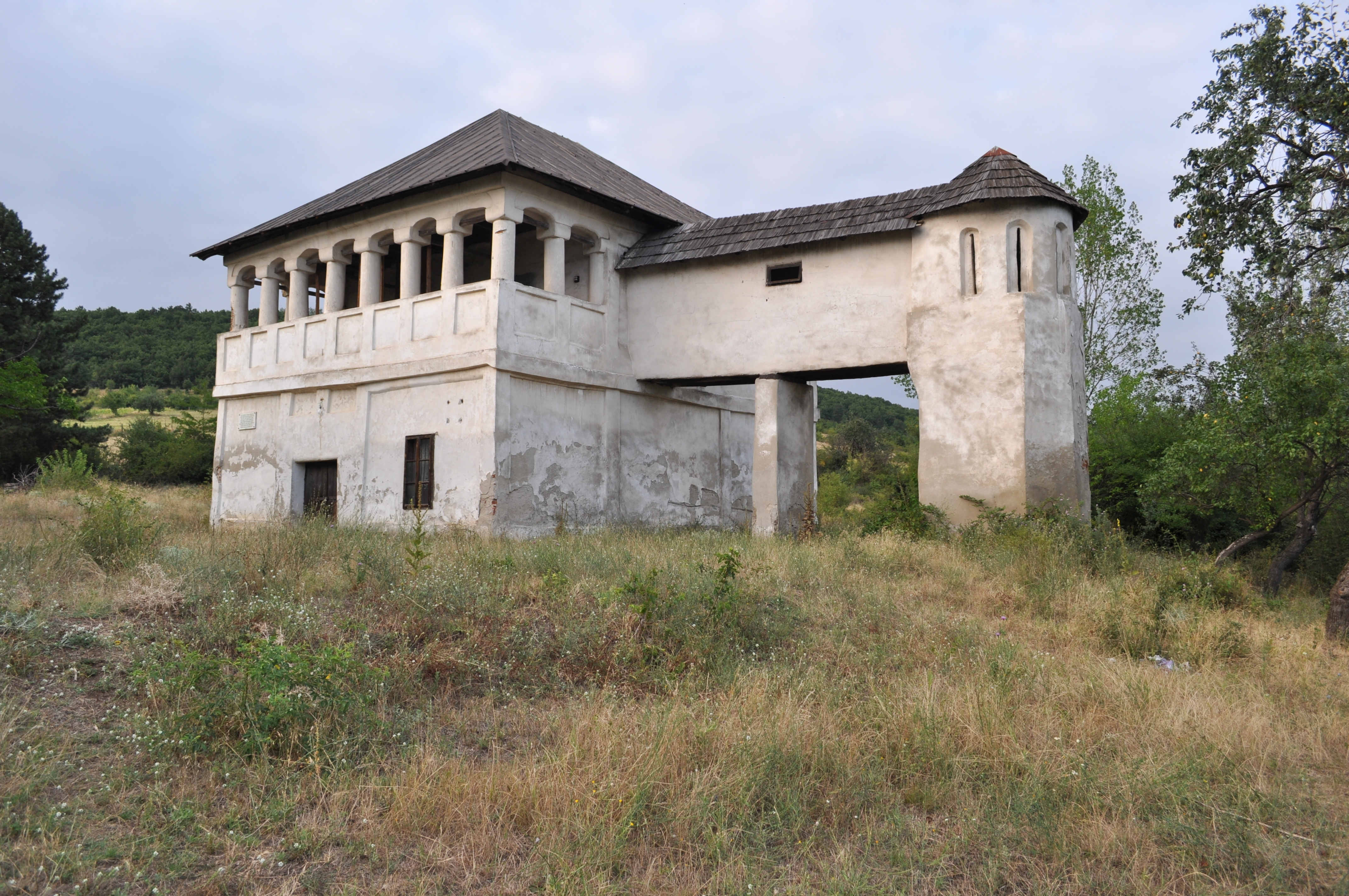
Cula Tudor Vladimirescu
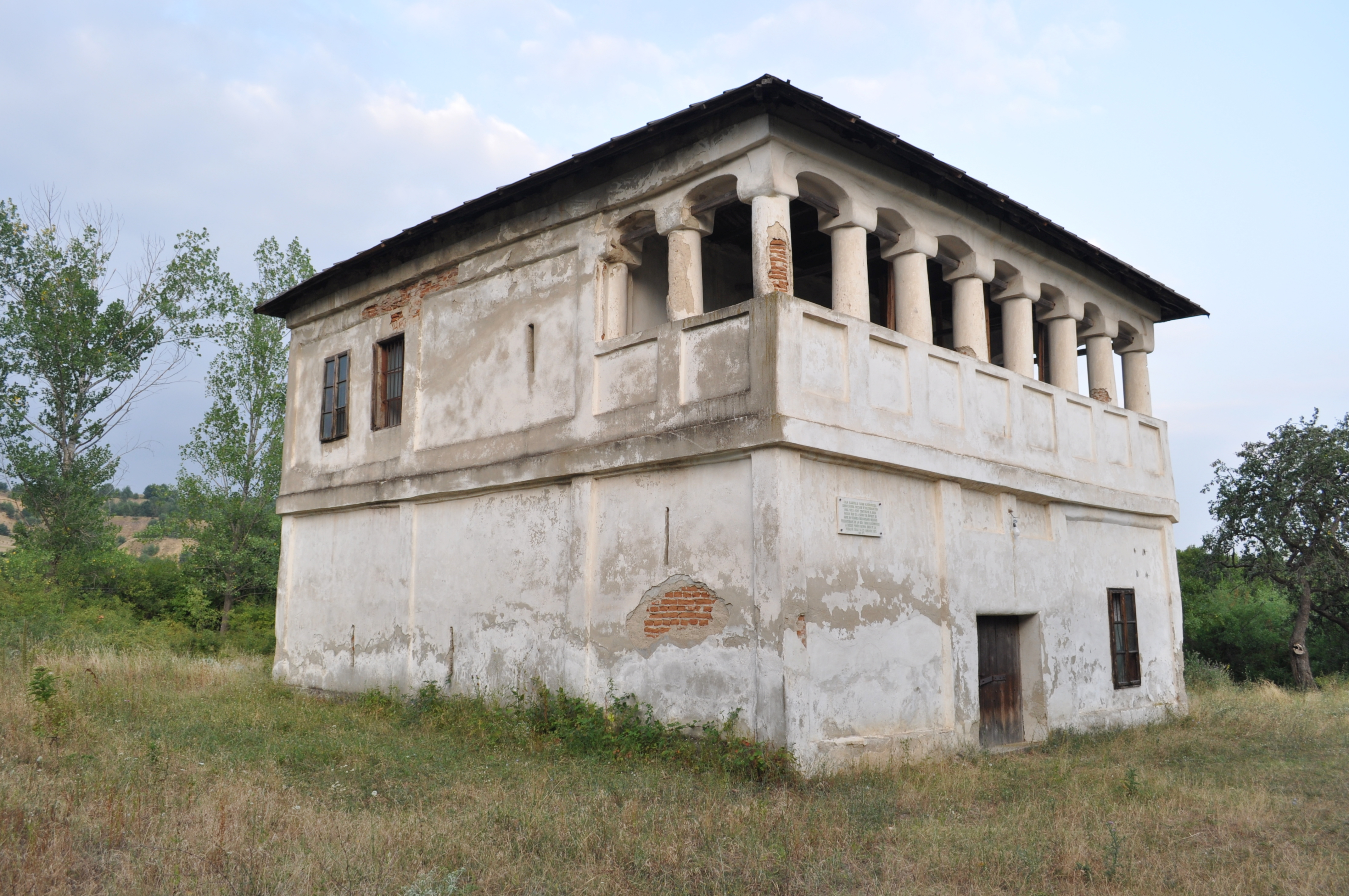
Cula Tudor Vladimirescu
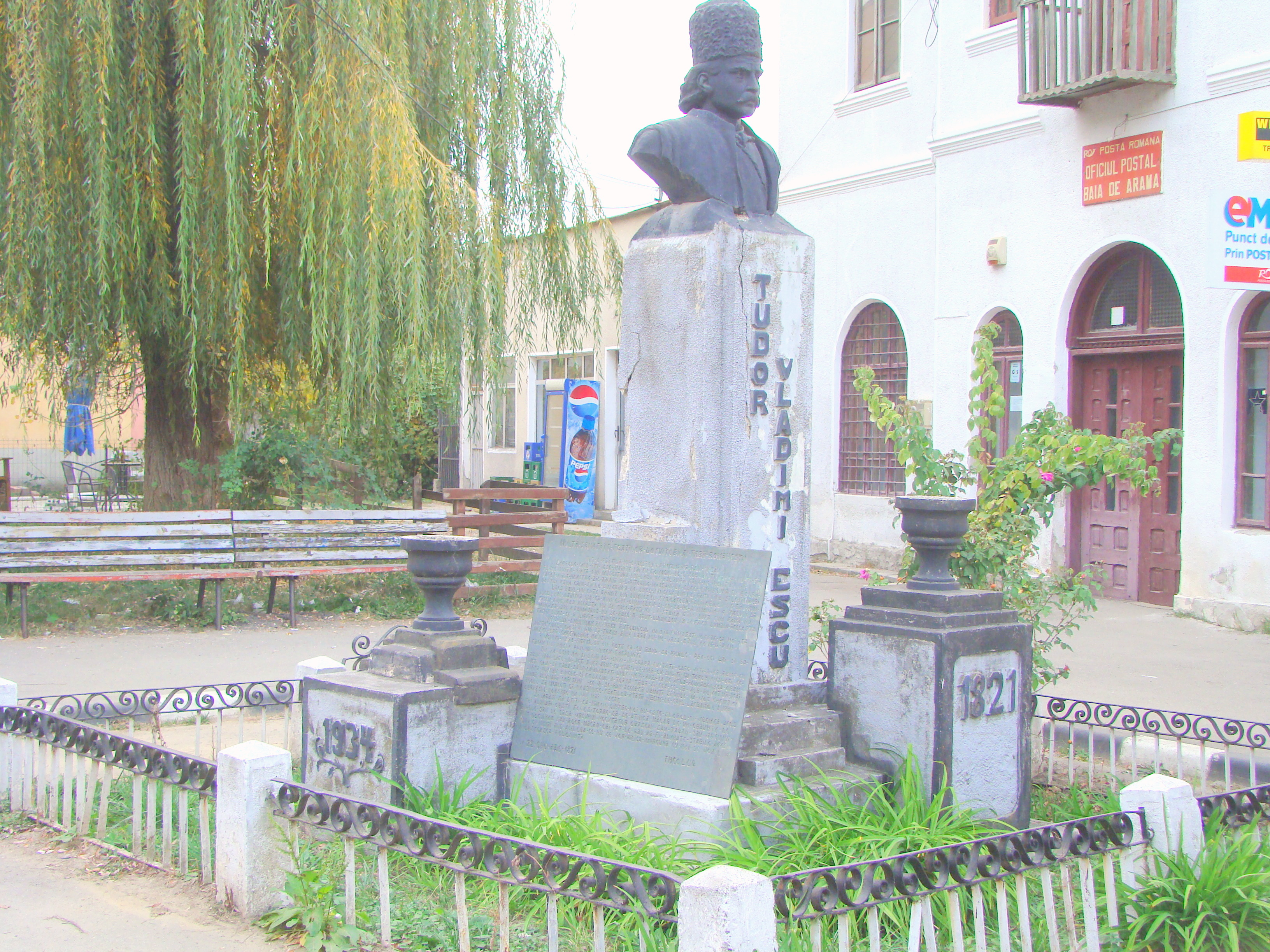
Monumentul lui Tudor Vladimirescu din Baia de Aramă (monument istoric)
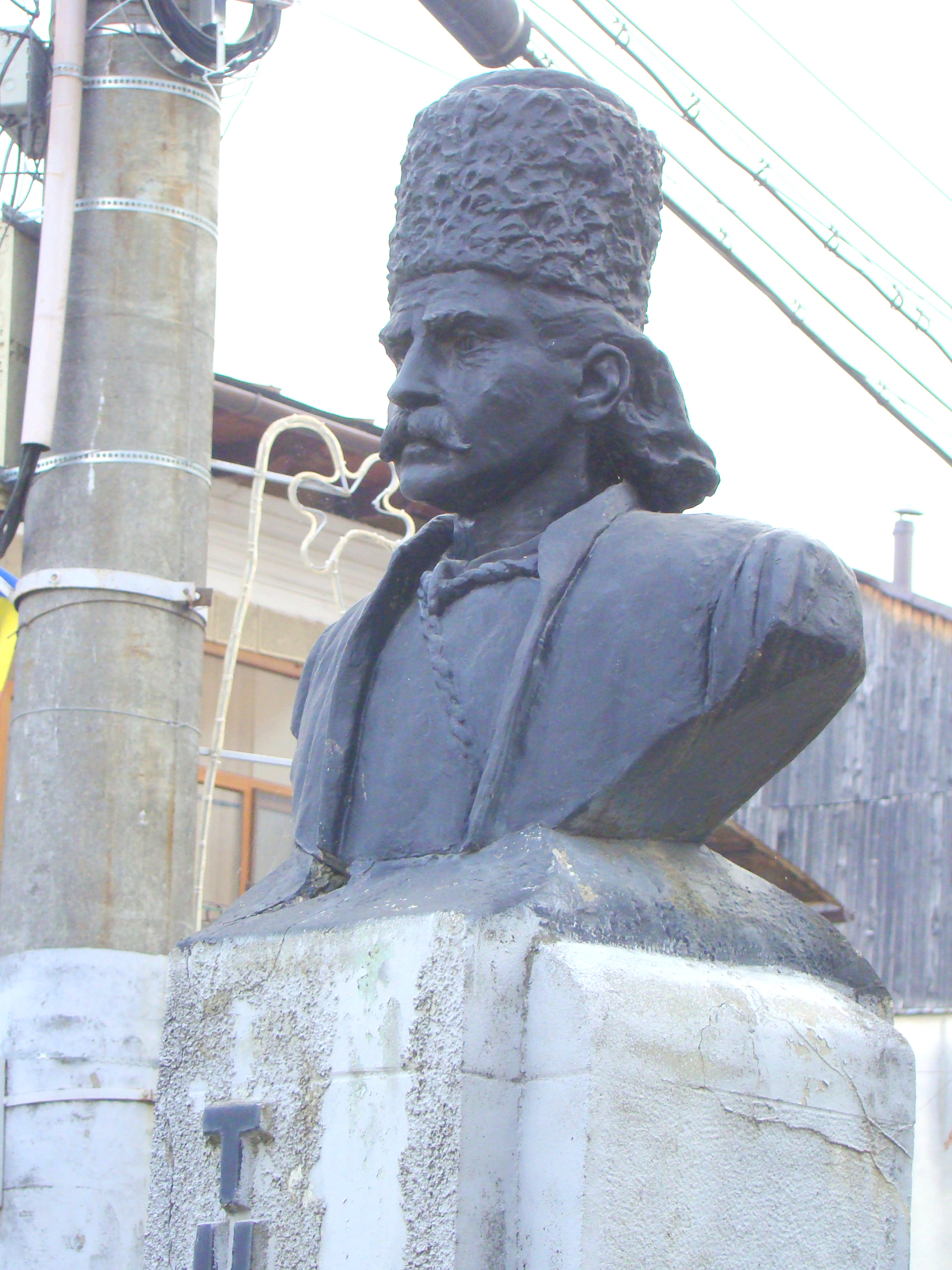
Monumentul lui Tudor Vladimirescu din Baia de Aramă (monument istoric)